# Zbigniew Jedliński (koszykarz)
Zbigniew Jedliński (ur. 10 marca 1948 w Warszawie, zm. 4 stycznia 2018) – polski koszykarz, występujący na pozycji obrońcy, mistrz i reprezentant Polski.

## Kariera sportowa
Był zawodnikiem AZS-AWF Warszawa, w którego barwach zdobył w 1966 mistrzostwo Warszawy juniorów, a w 1967 mistrzostwo Polski seniorów i juniorów. W barwach AZS-AWF występował do sezonu 1972/1973 włącznie.
W reprezentacji Polski seniorów wystąpił w latach 1971-1972 w 62 spotkaniach, w tym na mistrzostwach Europy w 1971 (4. miejsce) i turnieju kwalifikacyjnym do igrzysk olimpijskich w 1972 (na samych igrzyskach nie wystąpił).
Z zawodu był prawnikiem.